# Muraközy Imre
Muraközy Imre (Kecskemét, 1838. január 30. – Kecskemét, 1909. augusztus 22.) magyar szőlő- és gyümölcstermelő.

## Élete
Kecskeméten végezte elemi iskoláit. A Kecskemét közeli földterületeken korszerű gyümölcs- és szőlőtelepeket teremtett. 1867-ben elvállalta a városhoz tartozó Szikra pusztán a pusztabírói állást. 1871-ben a mai Lakitelek-Tőserdő közelében 65 hold földet vásárolt. Részt vett a Tisza-szabályozási munkákban. A Kécske-Kecskeméti Árvíznemesítő Társaság őt bízta meg a közeli belvízlevezető csatorna építésével. Jelentős szerepe volt abban, hogy a század utolsó éveiben a szikrai határban megnőtt a szőlőtelepítési kedv. Elképzeléseit támogatta Kada Elek polgármester és Muraközy János tanácsnok. Egyik kezdeményezője volt a szikrai városi szőlőtelep létrehozásának, amely 1895-ben már 160 holdas területen működött.